# Klingelbach
Klingelbach är en kommun och ort i Rhein-Lahn-Kreis i det tyska förbundslandet Rheinland-Pfalz. Klingelbach, som för första gången nämns i ett dokument från år 1184, har cirka 800 invånare.
Kommunen ingår i kommunalförbundet Verbandsgemeinde Aar-Einrich tillsammans med ytterligare 30 kommuner.